# Xã Money Creek, Quận McLean, Illinois
Xã Money Creek (tiếng Anh: Money Creek Township) là một xã thuộc quận McLean, tiểu bang Illinois, Hoa Kỳ. Năm 2010, dân số của xã này là 1.085 người.